# Пакшеево
Пакшеево — деревня в Самойловском сельском поселении Бокситогорского района Ленинградской области.

## История
ПАКШЕЕВО — деревня Сарского общества, прихода Озерского погоста.

Крестьянских дворов — 10. Строений — 11, в том числе жилых — 10. Кожевенный завод, мелочная лавка. Жители занимаются рубкой, возкой и сплавом леса.

Число жителей по семейным спискам 1879 г.: 32 м. п., 30 ж. п.; по приходским сведениям 1879 г.: 30 м. п., 34 ж. п.

Сборник Центрального статистического комитета описывал её так:

ПАКШЕЕВА — деревня бывшая государственная, дворов — 9, жителей — 54; кожевенный завод. (1885 год)

В конце XIX — начале XX века деревня административно относилась к Деревской волости 5-го земского участка 3-го стана Тихвинского уезда Новгородской губернии.

ПАКШЕЕВО — деревня Сарского общества, число дворов — 14, число домов — 18, число жителей: 39 м. п., 38 ж. п.; Занятия жителей: земледелие, лесные заработки. Колодец. Школа, хлебозапасный магазин, 3 кожевни, мелочная лавка. (1910 год)

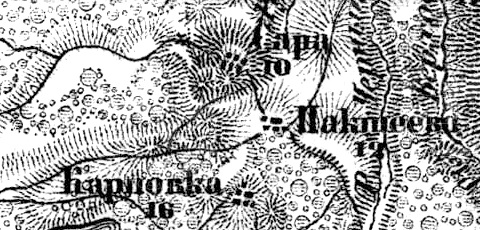
Деревня Пакшеево на карте 1917 года

Согласно военно-топографической карте Новгородской губернии издания 1917 года, деревня насчитывала 12 крестьянских дворов.
С 1917 по 1918 год деревня входила в состав Деревской волости Тихвинского уезда Новгородской губернии.
С 1918 года, в составе Череповецкой губернии.
С 1924 года, в составе Пикалёвской волости.
С 1927 года, в составе Пакшеевского сельсовета Пикалёвского района.
С 1928 года, в составе Окуловского сельсовета. 
С 1932 года, в составе Ефимовского района.
По данным 1933 года деревня Пакшеево входила в состав Окуловского сельсовета Ефимовского района.
В 1940 году население деревни составляло 100 человек.
С 1952 года, в составе Бокситогорского района.
С 1963 года, вновь в составе Ефимовского района.
С 1965 года вновь в составе Бокситогорского района. В 1965 году население деревни составляло 38 человек.
По данным 1966 и 1973 годов деревня Пакшеево также входила в состав Окуловского сельсовета.
По данным 1990 года деревня Пакшеево входила в состав Самойловского сельсовета.
В 1997 году в деревне Пакшеево Самойловской волости проживали 9 человек, в 2002 году — 6 человек (все русские).
В 2007 году в деревне Пакшеево Самойловского СП проживали 7 человек, в 2010 году — 10.

## География
Деревня расположена в северо-западной части района на автодороге 41К-035 (Большой Двор — Самойлово), смежно с деревней Сара.
Расстояние до административного центра поселения — 12 км.
Расстояние до ближайшей железнодорожной станции Пикалёво на линии Волховстрой I — Вологда — 16 км.

## Демография
| 1997 | 2002 | 2007 | 2010 | 2017 |
| ---- | ---- | ---- | ---- | ---- |
| 9    | ↘6   | ↗7   | ↗10  | ↘9   |